# Shanag
 Shanag  ist eine Gattung theropoder Dinosaurier aus der Gruppe der Dromaeosauridae. Bisher sind lediglich Kieferknochen bekannt, die aus der Unterkreide der Mongolei stammen. Die einzige Art,  Shanag  ashile, wurde 2007 von Turner et al. beschrieben. Es handelte sich um einen sehr kleinen, zweibeinig laufenden Fleischfresser.

## Merkmale
Der einzige Fund besteht aus dem rechten Oberkiefer (Maxilla), dem Dentale (dem zahntragenden Teil des Unterkiefers) sowie einem fragmentarischen Splenial, die im anatomischen Verbund entdeckt wurden.
Shanag war ein sehr kleiner Theropode: Vergleiche mit dem besser bekannten Microraptor zhaoianus lassen darauf schließen, dass das gefundene Exemplar zu Lebzeiten etwa 45 cm lang und 200 g schwer war.
Autapomorphien, also Merkmale, anhand derer sich die Gattung von anderen Dromaeosauriden eindeutig unterscheiden lässt, sind das Fehlen eines Promaxillarfensters und Kammern zwischen den Alveolen (Zahnfächer). Diese Kammern waren jedoch nicht Teil des Luftsacksystems, sondern waren von allen Seiten von einer dünnen Knochenwand umgeben – sie sind im gefundenen Fossil nur sichtbar, weil die seitliche Oberfläche des Oberkiefers zersetzt ist. Shanag zeigt ein Mosaik aus Merkmalen, die für Dromaeosauriden oder für Vögel typisch sind. Vogeltypische Merkmale zeigen sich beispielsweise am Oberkiefer, der wie bei den meisten Vögeln dreieckig ist und nach hinten spitz zuläuft. Die große antorbitale Senkung (Fossa) erstreckt sich über den Großteil der seitlichen Fläche des Oberkiefers. Das Maxillarfenster ist oval und relativ groß und befindet sich ähnlich wie bei anderen Dromaeosauriden ziemlich hoch am nach oben gerichteten Fortsatz (Ramus) des Oberkiefers. Das Dentale ist gerade, lang und dünn, wobei die Höhe lediglich 12 % der Länge ausmacht.
Der gefundene rechte Oberkiefer zeigt mindestens neun Alveolen, von denen sechs noch Zähne enthalten. Eine Besonderheit sind die sehr langen Zahnwurzeln der drei mittleren Zähne des Oberkiefers, die etwa 70 % der gesamten Zahnlänge ausmachen. Die Zahnwurzeln von zwei Zähnen liegen im gefundenen Fossil frei. Der Unterkiefer zeigte mindestens 15 Zähne, die enger gepackt und kleiner waren als die Zähne des Oberkiefers.

## Systematik
Während Turner et al. Shanag anfänglich als nahen Verwandten von Sinornithosaurus beschrieben, ordnen sie die Gattung in einer späteren Studie der Gruppe Unenlagiinae (Buitreraptor, Rahonavis, Unenlagia) zu. Den Forschern zufolge bilden die Unenlagiinae zusammen mit den Dromaeosauriden der Jehol-Gruppe (Microraptor, Graciliraptor, Sinornithosaurus) eine Schwestergruppe zu den fortgeschritteneren Dromaeosauriden, zu denen die Velociraptorinen und verwandte Formen zählen.

## Fund und Namensgebung
Der einzige Fund, ein Schädelfragment (Exemplarnummer IGM 100/1119), wurde 1999 von einer gemeinsamen Expedition der Mongolian Academy of Sciences und des American Museum of Natural History in Öösh entdeckt, einem Fundort in der Altai-Region der Zentralmongolei. Die Ablagerungen stammen aus der Unterkreide und haben somit etwa das gleiche Alter wie die reichhaltigen, für ihre gefiederten Dinosaurier bekannten Formationen der Jehol-Gruppe in China, obwohl das genaue Alter ist nicht bekannt ist. Öösh ist für reichhaltige Funde des Ceratopsiers Psittacosaurus mongoliensis sowie von Sauropoden bekannt. Überreste von Theropoden sind in Öösh selten – zum Zeitpunkt der Beschreibung von Shanag war der einzige beschriebene Theropoden-Fund aus Öösh “Prodeinodon” (Osborn, 1924), der auf großen, jedoch nicht diagnostizierbaren Zähnen basiert.
Der Name der Gattung verweist auf die Shanag, schwarzhütige Tänzer des buddhistischen Tsamfestes. Das Artepitheth ashile weist auf den alten Namen der Öösh-Fundstelle hin, wie er von Henry Fairfield Osborn verwendet wurde.